# Джеральд Ґуральник
Джеральд Стенфорд «Джеррі» Ґуральник ([ɡʊˈrælnɪk]; 17 вересня 1936 — 26 квітня 2014) був професором фізики в Університеті Брауна. У 1964 році він став одним з тих, хто відкрив механізм Гіґґза і бозон Гіґґза спільно з Карлом Гейґеном і Томом Кібблом. В рамках святкування 50-річчя журналу Physical Review Letters це відкриття відзначалось, як етапна робота в історії фізики. Хоча широко вважається автором найбільш повної з ранніх робіт з теорії Гіґґза, ці дослідники суперечливо не були включені до номінантів Нобелівської премії з фізики 2013 року.
У 2010 році Ґуральник був нагороджений премією Американського фізичного товариства імені Дж. Сакураї за «з'ясування властивостей спонтанного порушення симетрії в чотиривимірній релятивістській калібрувальній теорії та механізму послідовного породження мас векторних бозонів».
Ґуральник здобув ступінь бакалавра в Массачусетському технологічному інституті в 1958 р., тоді ступінь доктора філософії — у Гарвардському університеті в 1964 р.. Він вступив у докторантуру до Імперського коледжу в Лондоні за підтримки Національного наукового фонду, а потім став докторантом в Рочестерському університеті. Восени 1967 року Ґуральник відвідував університет Брауна, а також Імперський коледж та Національну лабораторію Лос-Аламоса, де був співробітником з 1985 по 1987 рік. Перебуваючи в Лос-Аламосі, він провів велику роботу щодо розробки та застосування обчислювальних методів до теорії КХД на ґратці.
Ґуральник помер від серцевого нападу у віці 77 років у 2014 році.